# Biletići
Biletići är ett samhälle i Bosnien och Hercegovina.   Det ligger i entiteten Federationen Bosnien och Hercegovina, i den södra delen av landet, 90 kilometer sydväst om huvudstaden Sarajevo. Biletići ligger 266 meter över havet och antalet invånare är 337.
Terrängen runt Biletići är huvudsakligen kuperad, men västerut är den platt. Runt Biletići är det ganska tätbefolkat, med 93 invånare per kvadratkilometer.. Närmaste större samhälle är Mostar, 14,7 kilometer norr om Biletići. 